# 솔턴호

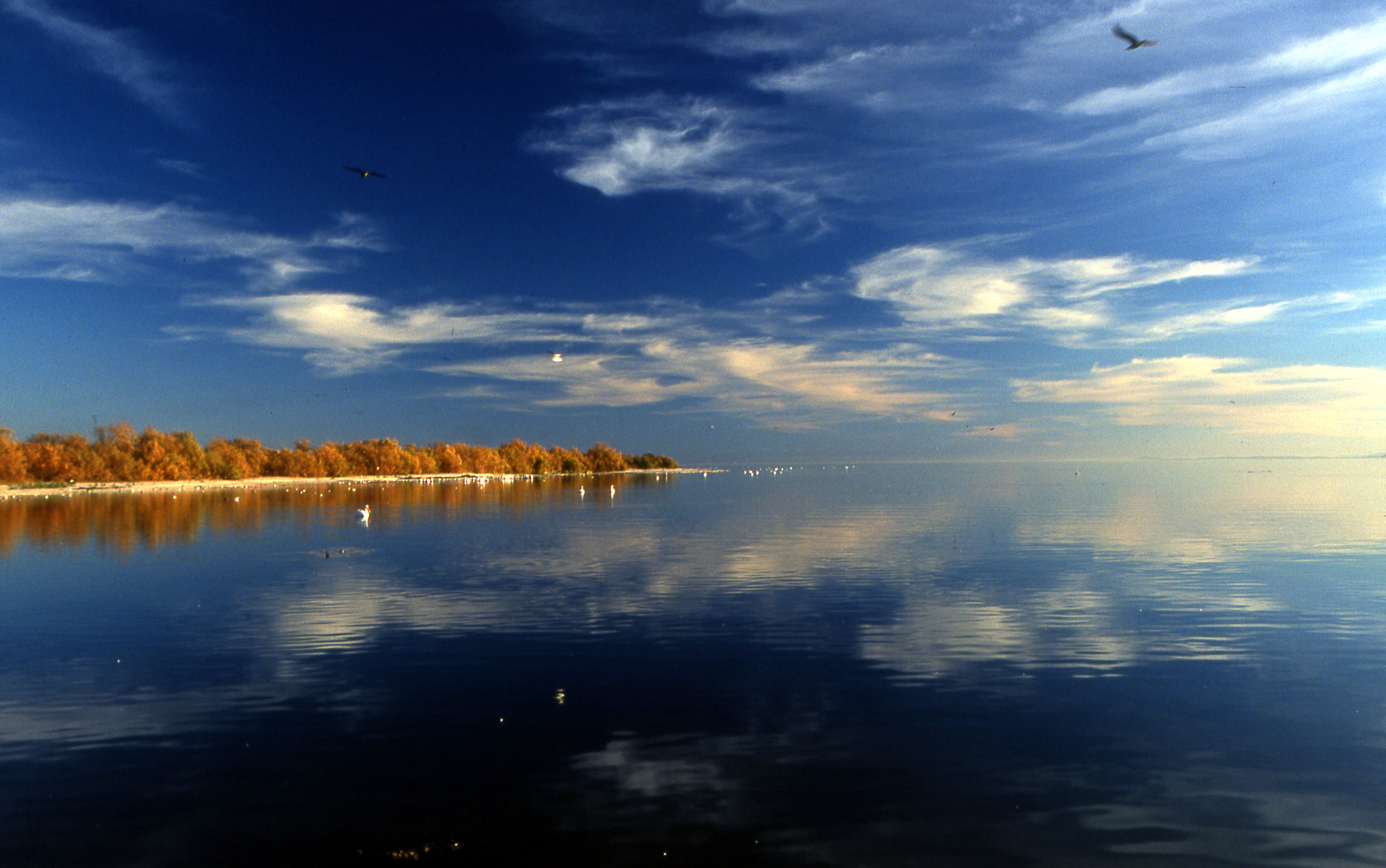
솔턴 호

솔턴호(영어: Salton Sea)는 미국 캘리포니아주 리버사이드군과 임페리얼군 사이, 콜로라도 사막에 있는 호수로 캘리포니아주 최대 호수다. 샌앤드리어스 단층에 있다. 뉴 강, 화이트워터 강, 알라모 강으로부터 물을 공급받는다. 솔튼 해는 데스 밸리와 마찬가지로 해수면보다 고도가 낮다. 염도는 44 g/L 정도로 태평양보다 50% 이상 높지만, 그레이트솔트호보다는 낮다. 솔턴호는 바다와 연결되어 있지 않은 내륙호이기 때문에 염분이 매년 약 1%씩 증가하고 있다.

## 역사
지금은 사라진 카후이야 호(Lake Cahuilla)가 현재의 솔턴 호 자리에 더 큰 규모로 존재했다. 100만 년 전 콜로라도강의 범람으로 생긴 카우이야 호는 강의 경로가 바뀔 때마다 규모가 변하다 1580년경 완전히 사라졌다. 현재의 솔턴 호는 1905년 콜로라도강의 범람으로 생겨났다. 관개용 수로가 붕괴되자 대량의 물이 임페리얼 밸리로 흘러왔다. 수로를 복구하는데 2년이 걸렸다. 인근의 농장들에서 흘러온 물은 콜로라도강에서의 유입이 멈춘 후에도 호수가 마르지 않고 지속되도록 도왔다. 
솔턴호는 형성 후 수십년간 인기있는 관광지였다. 솔턴호의 염분과 낮은 해발고도는 선박들이 빠른 속도를 내기 이상적인 환경이었고 26건의 신기록이 새워졌다. 1950년대에는 낚시와 수상스키로 유명했고 봄베이 비치는 프랭크 시나트라와 비치 보이스같은 연예인들의 놀이터였다. 1950년대 말에는 텍사스주 출신 석유 사업가인 펜 필립스가 호수 서안의 토지를 대규모로 매입하고 솔턴 시티라는 이름의 휴양 도시를 건설했다. 그는 1960년 아무런 설명 없이 갑자기 사업을 포기했고, 솔턴시티는 버려진 건물과 인구에 비해 너무 큰 도로망을 가진 작은 마을로 남았다. 
솔턴호는 내륙호이기 때문에 사막의 염류와, 농장에서 나온 화학 물질들이 빠져나가지 못하고 고이게 된다. 1960년대부터 호수의 물고기들과 인근의 조류는 감소하기 시작했고, 과학자들이 염도 상승을 경고한 1970년대에는 비료로 인해 부영양화가 심각해졌다. 하루에는 640마리 이상의 새들이 죽은 물고기를 먹고 보툴리누스 중독으로 집단으로 죽기도 했다. 마른 호수에서 나오는 먼지와 악취도 심각한 문제이다. 임페리얼 밸리의 농장들이 관개 용수를 더 효율적으로 활용하자 물의 유입도 줄었고, 기후 변화로 증발도 늘고 있다. 솔턴호가 있는 임페리얼군은 미국에서 가장 대기 오염이 심한 군이자, 어린이 천식 환자가 주 평균의 2배에 달한다.